# San Diego Clippers (NBA G League)
I San Diego Clippers sono una squadra di pallacanestro di Oceanside, che milita nella NBA G League, il campionato professionistico di sviluppo della National Basketball Association.

## Storia della franchigia
La franchigia venne creata ad Ontario nell'aprile del 2017, assumendo il nome Ontario Clippers nel 2022. Dopo la stagione 2023-24, i Los Angeles Clippers hanno annunciato che avrebbero trasferito la squadra della G League nel sobborgo di Oceanside, a San Diego. A quel tempo, la squadra della G League fu ribattezzata San Diego Clippers, il nome che i Clippers avevano usato mentre giocavano nella città di San Diego dal 1978 al 1984.

## Squadre NBA affiliate
Gli San Diego Clippers sono affiliati alle seguenti squadre NBA: i Los Angeles Clippers.

## Record stagione per stagione
| Agua Caliente Clippers |                |                |    |    |      |  |
| 2017-18                | Pacific        | 5°             | 23 | 27 | 46,0 |  |
| 2018-19                | Pacific        | 3°             | 26 | 24 | 52,0 |  |
| 2019-20                | Pacific        | 3°             | 22 | 22 | 50,0 |  |
| 2020-21                | -              | 16°            | 5  | 10 | 33,3 |  |
| Regular season         | Regular season | Regular season | 76 | 83 | 47,8 |  |
| play-off               | play-off       | play-off       | 0  | 0  | 0    |  |